# Irish stew (gastronomie)
Pour les articles homonymes, voir Irish stew.
L’Irish stew en anglais ou stobhach Gaelach en irlandais (tous deux signifiant « ragoût irlandais ») est une spécialité irlandaise à base de viande d’agneau, servie avec des pommes de terre, des oignons et des carottes. Il s’agit d’une potée, historiquement à base de viande de mouton. Elle est actuellement plutôt composée d'agneau ou de bœuf et est accompagnée d'une sauce à base de Guinness ou d'une autre bière irlandaise. Ce plat économique est servi dans tous les gastropubs (en) et considéré comme le plat national irlandais. C'est un plat traditionnel pour la fête de la Saint-Patrick. Il est généralement servi avec une bière irlandaise (Guinness, etc.), le plus souvent la même que celle qui a servi à la confection de la sauce.

## Galerie photo

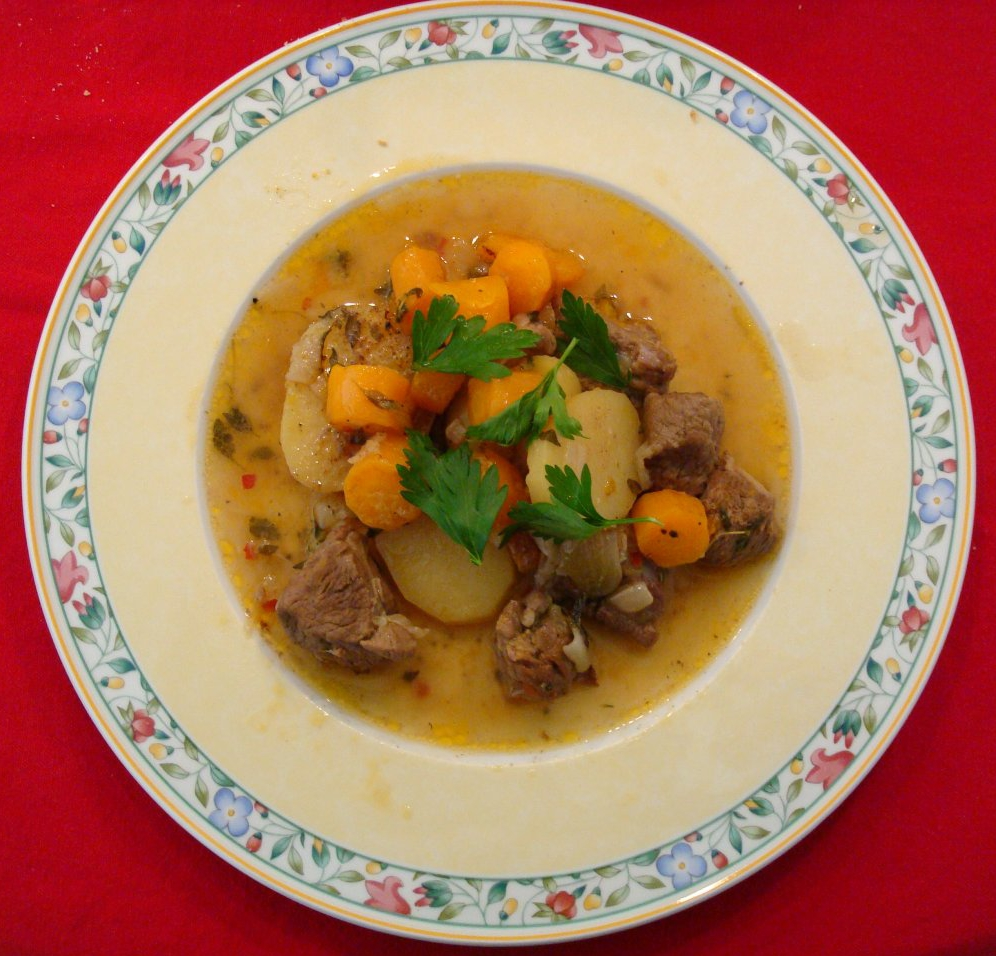
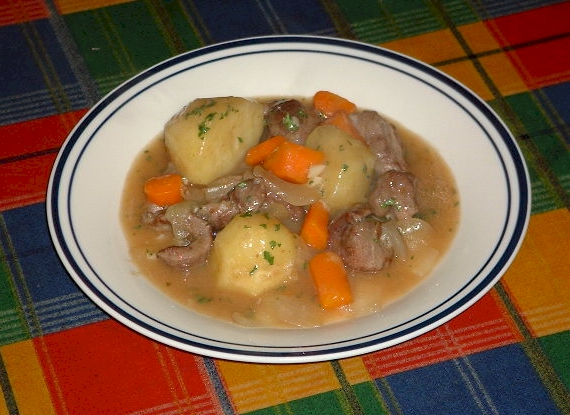
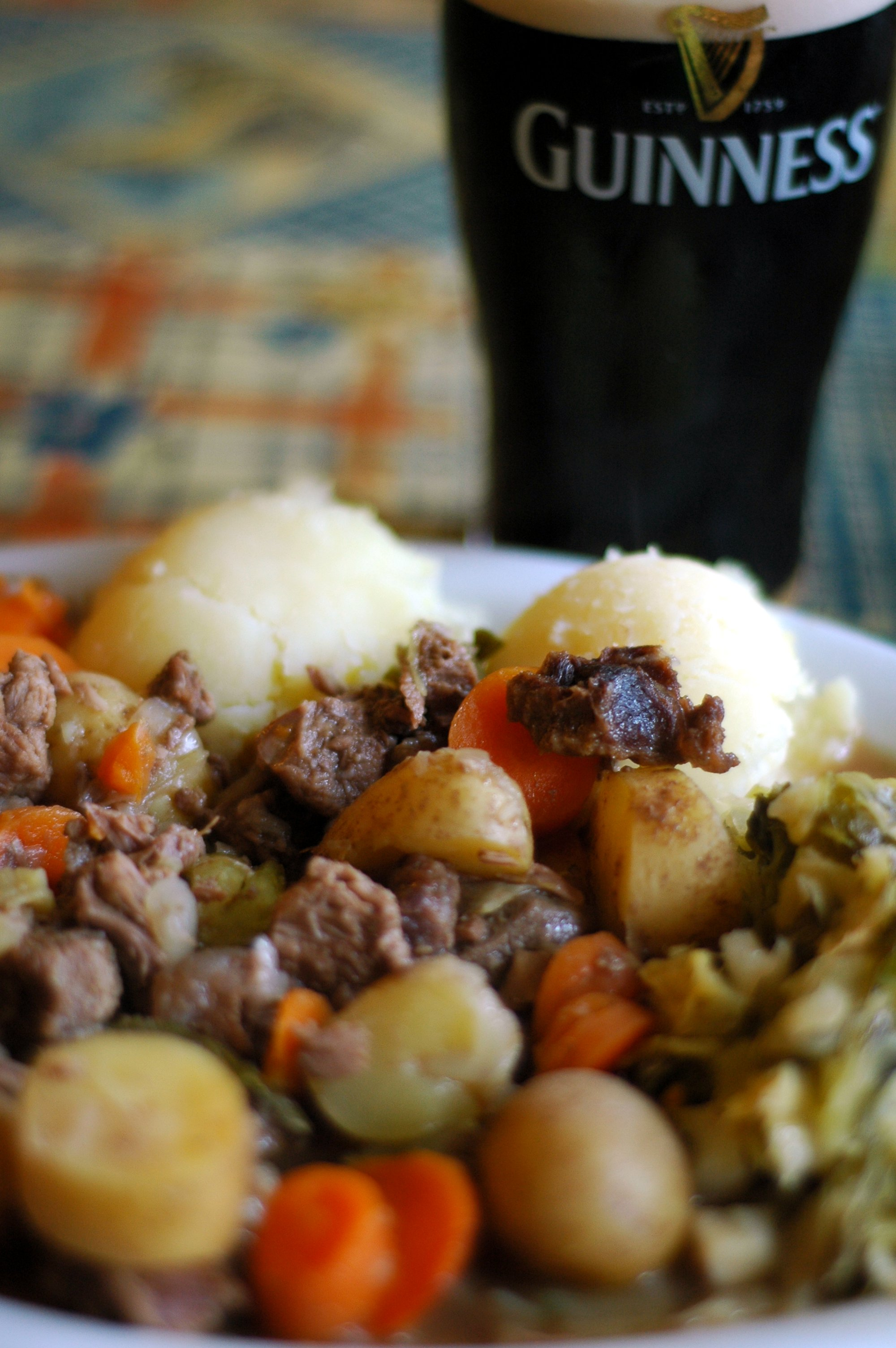
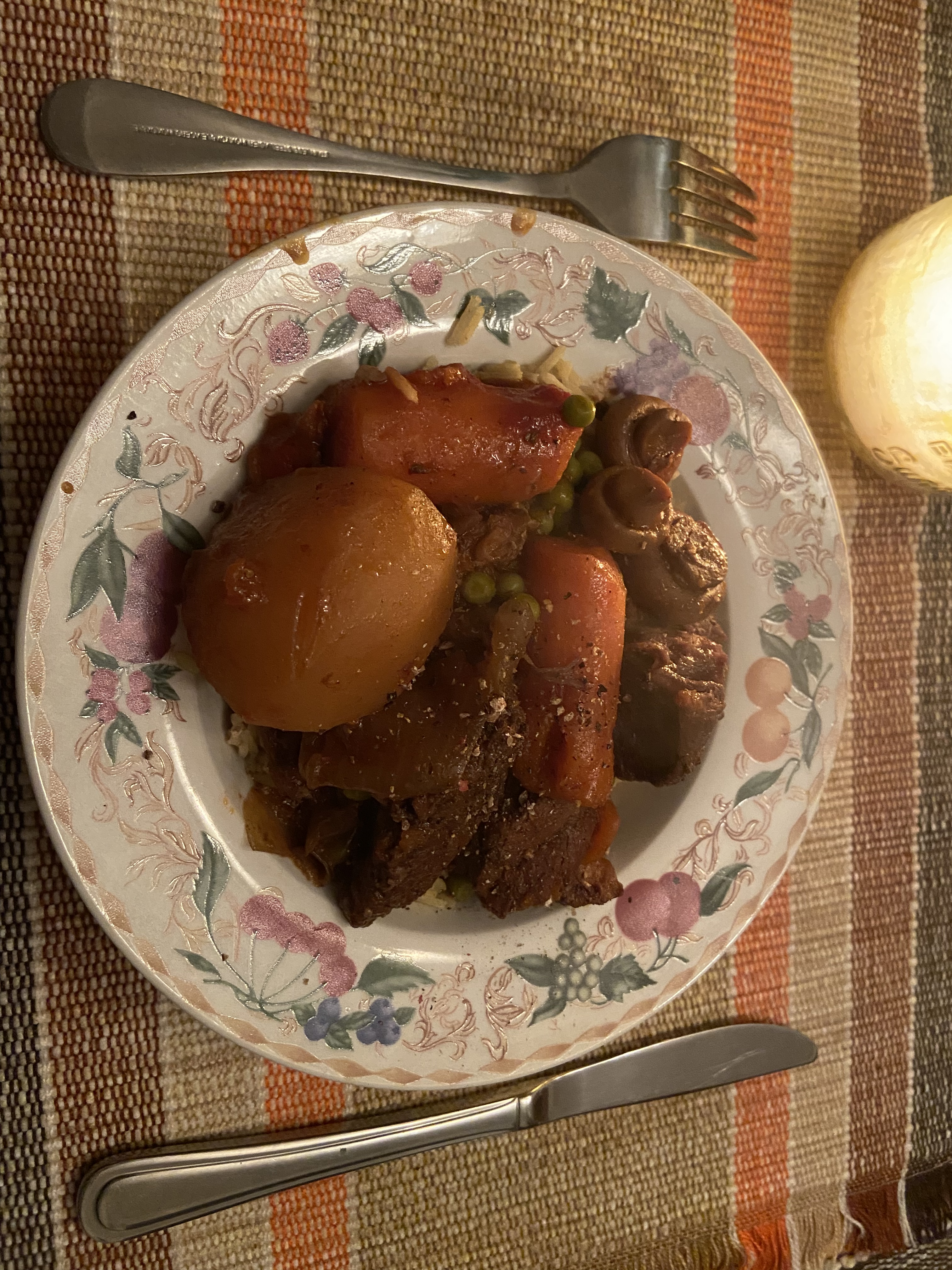